# Seznam kulturních památek v Rejštejně
Tento seznam nemovitých kulturních památek ve městě Rejštejn v okrese Klatovy vychází z  Ústředního seznamu kulturních památek ČR, který na základě zákona č. 20/1987 Sb., o státní památkové péči, vede Národní památkový ústav jako ústřední organizace státní památkové péče. Údaje jsou průběžně upřesňovány, přesto mohou obsahovat i řadu věcných a formálních chyb a nepřesností či být neaktuální. 
Pokud byly některé části dotčeného území vyčleněny do samostatných seznamů, měly by být odkazy na tyto dílčí seznamy uvedeny v úvodu tohoto seznamu nebo v úvodu příslušné sekce seznamu.

## Rejštejn
| Památka                                | Fotografie                                                               | Rejstříkové číslo v ÚSKP                                                             | Sídelní útvar                                               | Poloha                                              | Popis a poznámky |
| -------------------------------------- | ------------------------------------------------------------------------ | ------------------------------------------------------------------------------------ | ----------------------------------------------------------- | --------------------------------------------------- | --- |
| Kostel svatého Bartoloměje (Q38091332) | \| \| \| \| \| \|                                                        | 23232/4-3277 Pam. katalog MIS                                                        | Rejštejn                                                    | st. 18, pp. 7 49°8′25,91″ s. š., 13°30′54,61″ v. d. | Kostel sv. Bartoloměje,. Kostel s obdélnou lodí, pětiboce ukončeným presbytářem a věží v západním průčelí. Původně středověký, výrazně zbarokizovaný, se zajímavým stavebním vývojem. Kostel obklopený hřbitovem s barokním ohrazením. Ohradní zeď s branou, branka, schodiště. Památkově chráněno od 26. března 1964. |
|                                        | Kategorie „Church of Saint Bartholomew (Rejštejn) “ na Wikimedia Commons | Hledat fotografie a kategorie ve Wikimedia Commons podle rejstříkového čísla památky | Nahrát snímek k tomuto tématu do úložiště Wikimedia Commons |                                                     | |

## Klášterský Mlýn
| Památka                   | Fotografie                                                 | Rejstříkové číslo v ÚSKP                                                             | Sídelní útvar                                               | Poloha                                                  | Popis a poznámky |
| ------------------------- | ---------------------------------------------------------- | ------------------------------------------------------------------------------------ | ----------------------------------------------------------- | ------------------------------------------------------- | --- |
| Spaunova vila (Q30789371) | \| \| \| \| \| \|                                          | 28288/4-4159 Pam. katalog MIS                                                        | Klášterský Mlýn                                             | Klášterský Mlýn 4 49°8′36,82″ s. š., 13°30′44,43″ v. d. | Secesně-klasicistní vila z počátku 20. století podle projektu vídeňského architekta Leopolda Bauera. Majitelem byl Maxmilián Spaun. Originální užití irizovaného skla v interiérech i exteriérech. Drobný anglický park se zahradou. Památkově chráněno od 18. března 1983. |
|                           | Kategorie „Villa of Maxmilian Spaun “ na Wikimedia Commons | Hledat fotografie a kategorie ve Wikimedia Commons podle rejstříkového čísla památky | Nahrát snímek k tomuto tématu do úložiště Wikimedia Commons |                                                         | |

## Radešov
| Památka               | Fotografie        | Rejstříkové číslo v ÚSKP                                                             | Sídelní útvar                                               | Poloha                                           | Popis a poznámky |
| --------------------- | ----------------- | ------------------------------------------------------------------------------------ | ----------------------------------------------------------- | ------------------------------------------------ | --- |
| Dům če. 2 (Q38090298) | \| \| \| \| \| \| | 21223/4-3279 Pam. katalog MIS                                                        | Radešov                                                     | Radešov če. 2 49°9′20,78″ s. š., 13°30′29″ v. d. | Venkovský dům: obytné stavení, hospodářská budova, stodola. Typické horské zděné stavení z první poloviny 19. století, na střeše čtyřboká zvonička, pod chalupou valeně klenuté sklepy. Poznámka: Památkově chráněný dům če. 2 (pův. čp. 4) stojí na parcele st. 4 naproti domu čp. 2. Památkově chráněno od 26. března 1964. |
|                       |                   | Hledat fotografie a kategorie ve Wikimedia Commons podle rejstříkového čísla památky | Nahrát snímek k tomuto tématu do úložiště Wikimedia Commons |                                                  | |

## Velký Radkov
| Památka                   | Fotografie                                      | Rejstříkové číslo v ÚSKP                                                             | Sídelní útvar                                               | Poloha                                        | Popis a poznámky |
| ------------------------- | ----------------------------------------------- | ------------------------------------------------------------------------------------ | ----------------------------------------------------------- | --------------------------------------------- | --- |
| Dehtařská pec (Q12048610) | \| \| \| \| \| \|                               | 105812 Pam. katalog MIS                                                              | Velký Radkov                                                | pp. 189 49°8′54,04″ s. š., 13°29′20,89″ v. d. | Dehtařská pec, popisováno též jako smolná pec. Sestává z tělesa pece a fragmentů tří doprovodných objektů. Dehtařská pec je volně stojící zděná stavba nad kruhovým půdorysem, vestavěná z důvodu obslužnosti do svahu. Svislé zdivo složeno z lomového kamene, těsně pod korunou zdiva opásáno kovovou děrovanou obručí sepnutou svorníkem. Těleso pece zaklenuto mírně odsazenou cihelnou kupolí s plechovým sopouchem (tzv. fučíkem) a horním plnílicím otvorem uzavřeným novodobým dřevěným poklopem.Výška zdiva cca 3,5 m, tloušťka zdiva 0,5 m, obvod 11 m, celková výška pece i s kupolí dosahuje zhruba 4,7 m. Zdivo v interiéru není vůbec zakouřené, pec tedy nebyla provozována. V okolí stavby se nachází ještě zbytky tří objektů. Dva jsou zahloubené pod úrovní terénu, lehce obdélného půdorysu, s kamenem vyzděnými stěnami, původně patrně kryté jednoduchými dřevěnými přístřešky, situované severovýchodně a východně od pece. Zbytek třetího (nadzemního) objektu je tvořen pozůstatky nízké kamenné podezdívky a přiléhá přímo k východnímu plášti pece. Jde patrně o fragment přechodného příbytku či skladu kolomazníka. Půdorys je téměř čtvercový a v severní stěně býval vstup. Památkově chráněno od 24. března 2016. |
|                           | Kategorie „Radkovská pec “ na Wikimedia Commons | Hledat fotografie a kategorie ve Wikimedia Commons podle rejstříkového čísla památky | Nahrát snímek k tomuto tématu do úložiště Wikimedia Commons |                                               | |

## Malý Kozí Hřbet
|  | Kategorie „Boží muka (Malý Kozí Hřbet) “ na Wikimedia Commons | Hledat fotografie a kategorie ve Wikimedia Commons podle rejstříkového čísla památky | Nahrát snímek k tomuto tématu do úložiště Wikimedia Commons |  |

|  | Kategorie „Chapel of Virgin Mary (Malý Kozí Hřbet) “ na Wikimedia Commons | Hledat fotografie a kategorie ve Wikimedia Commons podle rejstříkového čísla památky | Nahrát snímek k tomuto tématu do úložiště Wikimedia Commons |  |

## Svojše
|  |  | Hledat fotografie a kategorie ve Wikimedia Commons podle rejstříkového čísla památky | Nahrát snímek k tomuto tématu do úložiště Wikimedia Commons |  |

|  | Kategorie „MVE Čeňkova Pila “ na Wikimedia Commons | Hledat fotografie a kategorie ve Wikimedia Commons podle rejstříkového čísla památky | Nahrát snímek k tomuto tématu do úložiště Wikimedia Commons |  |